# Tổng Tham mưu trưởng Lực lượng Vũ trang Liên bang Nga
Tổng tham mưu trưởng (tiếng Nga: Начальник Генерального штаба, đã Latinh hoá: Nachal'nik General'nogo shtaba) là lãnh đạo đứng đầu Bộ Tổng tham mưu Lực lượng Vũ trang Liên bang Nga. Tổng tham mưu trưởng được bổ nhiệm bởi Tổng thống Nga, người giữ vai trò Tổng tư lệnh tối cao. Tổng tham mưu trưởng đương nghiệm là Đại tướng Valery Gerasimov.

## Lịch sử
Chức vụ Tổng tham mưu trưởng được xem là hình thành từ thời Đế quốc Nga. Trong Cuộc chiến tranh vệ quốc năm 1812, Hoàng thân, Thiếu tướng Pavel Gavrilovich Gagarin được Sa hoàng Aleksandr I bổ nhiệm vào chức vụ Cục trưởng Cục Thanh tra Bộ Chiến tranh Đế quốc Nga (Директора Инспекторского департамента Военного министерства Российской империи) với cấp bậc Tướng tùy viên (Генерал-адъютант). Đây được xem là chức vụ nguyên thủy của chức vụ Tổng tham mưu trưởng Nga.
Cục Thanh tra Bộ Chiến tranh chỉ tồn tại trong vòng 1 năm rồi bị giải thể. Mãi đến năm 1866, Sa hoàng Aleksandr II mới thực sự thành lập Bộ Tổng tham mưu và bổ nhiệm Bá tước, Trung tướng Fyodor Logginovich Geyden vào cương vị Tổng tham mưu trưởng Quân đội Đế quốc Nga (Начальники Главного штаба Русской императорской армии). Sau Cách mạng Nga 1905, chức vụ này được đổi thành Tổng cục trưởng Tổng cục Tham mưu Quân đội Đế quốc Nga (Начальники Главного управления Генерального штаба Русской императорской армии).

## Danh sách các tổng tham mưu trưởng

### Quân đội Đế quốc Nga
| STT | Ảnh | Họ tên                  | Thời gian sống | Thời gian tại nhiệm                                     | Cấp bậc tại nhiệm             | Ghi chú |
| --- | --- | ----------------------- | -------------- | ------------------------------------------------------- | ----------------------------- | ------- |
| Cục trưởng Cục Thanh tra Bộ Chiến tranh Đế quốc Nga (Директора Инспекторского департамента Военного министерства Российской империи)  |     |                         |                |                                                         |                               |         |
| 1 |     | Công tước Pavel Gagarin | 1777 - 1850    | 9 tháng 8, 1812 - 13 tháng 12, 1814 (2 năm, 126 ngày)   | Tổng phụ tá, Thiếu tướng      |         |
| 2 |     | Andrey Kleynmikhel      | 1757 - 1815    | 13 tháng 12, 1814 - 25 tháng 6, 1815 (194 ngày)         | Trung tướng                   |         |
| Tổng tham mưu trưởng Quân đội Đế quốc Nga (Начальники Главного штаба Русской императорской армии)                                     |     |                         |                |                                                         |                               |         |
| 3 |     | Bá tước Fyodor Geyden   | 1821 - 1900    | 1 tháng 1, 1866 - 22 tháng 5, 1881 (15 năm, 141 ngày)   | Tổng phụ tá, Trung tướng      |         |
| 4 |     | Nikolay Obruchev        | 1830 - 1904    | 10 tháng 6, 1881 - 31 tháng 12, 1897 (16 năm, 204 ngày) | Trung tướng Đại tướng Bộ binh |         |
| 5 |     | Viktor Sakharov         | 1848 - 1905    | 20 tháng 1, 1898 - 11 tháng 3, 1904 (6 năm, 51 ngày)    | Trung tướng                   |         |
| 6 |     | Pyotr Frolov            | 1852 - ?1918   | 11 tháng 3, 1904 - 28 tháng 6, 1905 (1 năm, 109 ngày)   | Trung tướng                   |         |
| Tổng cục trưởng Bộ Tổng tham mưu Quân đội Đế quốc Nga (Начальники Главного управления Генерального штаба Русской императорской армии) |     |                         |                |                                                         |                               |         |
| 7 |     | Fyodor Palitsyn         | 1851 - 1923    | 28 tháng 6, 1905 - 2 tháng 12, 1908 (3 năm, 157 ngày)   | Đại tướng Kỵ binh             |         |
| 8 |     | Vladimir Sukhomlinov    | 1848 - 1926    | 2 tháng 12, 1908 - 11 tháng 3, 1909 (99 ngày)           | Đại tướng Kỵ binh             |         |
| 9 |     | Aleksandr Myshlayevsky  | 1856 - 1920    | 11 tháng 3, 1909 - 15 tháng 9, 1909 (188 ngày)          | Đại tướng Bộ binh             |         |
| 10 |     | Evgeny Gerngross        | 1853 - 1918    | 15 tháng 9, 1909 - 22 tháng 2, 1911 (1 năm, 160 ngày)   | Trung tướng                   |         |
| 11 |     | Yakov Zhilinsky         | 1855 - 1912    | 22 tháng 2, 1911 - 4 tháng 3, 1914 (3 năm, 10 ngày)     | Đại tướng Kỵ binh             |         |
| 12 |     | Nikolay Yanushkevich    | 1868 - 1918    | 5 tháng 3, 1914 - 1 tháng 8, 1914 (149 ngày)            | Thiếu tướng                   |         |
| 13 |     | Mikhail Belyaev         | 1863 - 1918    | 1 tháng 8, 1914 - 10 tháng 8, 1916 (2 năm, 9 ngày)      | Thiếu tướng                   |         |
| 14 |     | Pyotr Averyanov         | 1867 - 1937    | 10 tháng 8, 1916 - 15 tháng 5, 1917 (278 ngày)          | Trung tướng                   |         |
| 15 |     | Ivan Romanovsky         | 1877 - 1920    | 18 tháng 7, 1917 - 26 tháng 9, 1917 (134 ngày)          | Trung tướng                   |         |
| 16 |     | Vladimir Marushevsky    | 1874 - 1951    | 26 tháng 9, 1917 - 23 tháng 11, 1917 (58 ngày)          | Trung tướng                   |         |

### Quân đội Nga xô viết và Liên Xô
| STT | Ảnh | Họ tên          | Thời gian sống | Thời gian tại nhiệm                            | Cấp bậc tại nhiệm | Ghi chú                                              |
| --- | --- | --------------- | -------------- | ---------------------------------------------- | ----------------- | ---------------------------------------------------- |
| Tổng tham mưu trưởng kiêm lãnh đạo Bộ Chiến tranh (Начальник Генштаба и управляющим Военным министерством) |     |                 |                |                                                |                   |                                                      |
| 1 |     | Nikolay Potapov | 1871 - 1946    | 23 tháng 11, 1917 - 8 tháng 5, 1918 (166 ngày) |                   | Trung tướng Đế quốc Nga (1917) Lữ đoàn trưởng (1936) |

### Hội đồng Quân nhân Cách mạng của nền Cộng hòa
| Chỉ huy trưởng Bộ chỉ huy Hồng quân toàn Nga | Chân dung   | Sinh - mất                                | Thời gian làm việc                         |
| -------------------------------------------- | ----------- | ----------------------------------------- | ------------------------------------------ |
| Trung tướng Nikolai Stogov                   | không khung | 10 tháng 9 năm 1873 - 7 tháng 9 năm 1959  | 8 tháng 5 năm 1918 - 2 tháng 8 năm 1919    |
| Thiếu tướng Alexander Andreyevich Svechin    | không khung | 17 tháng 8 năm 1878 - 28 tháng 7 năm 1938 | 2 tháng 8 - 22 tháng 12 năm 1919           |
| Thiếu tướng Nikolay Rattel                   | không khung | 3 tháng 12 năm 1875 - 3 tháng 3 năm 1939  | 22 tháng 10 năm 1919 - 10 tháng 2 năm 1921 |

| Chỉ huy trưởng Sở chỉ huy dã chiến của Hội đồng Quân nhân cách mạng | Chân dung   | Sinh - mất                                | Thời gian làm việc                         |
| ------------------------------------------------------------------- | ----------- | ----------------------------------------- | ------------------------------------------ |
| Thiếu tướng Nikolay Rattel                                          | không khung | 3 tháng 12 năm 1875 - 3 tháng 3 năm 1939  | 6 tháng 9 - 21 tháng 10 năm 1918           |
| Thiếu tướng Fyodor Kostyayev                                        | không khung | 20 tháng 2 năm 1878 - 27 tháng 9 năm 1925 | 21 tháng 10 năm 1918 - 18 tháng 6 năm 1919 |
| Thiếu tướng Mikhail Dmitriyevich Bonch-Bruyevich                    | không khung | 20 tháng 2 năm 1870 - 3 tháng 8 năm 1956  | 18 tháng 6 - 22 tháng 7 năm 1919           |
| Thiếu tướng Pavel Lebedev                                           | không khung | 21 tháng 4 năm 1872 - 2 tháng 7 năm 1933  | 22 tháng 7 năm 1919 - 10 tháng 2 năm 1921  |

### Hồng quân

#### Tham mưu trưởng
| Tham mưu trưởng                       | Chân dung   | Sinh - mất                                 | Thời gian làm việc                     |
| ------------------------------------- | ----------- | ------------------------------------------ | -------------------------------------- |
| Pavel Lebedev                         | không khung | 21 tháng 4 năm 1872 - 2 tháng 7 năm 1933   | 10 tháng 2 năm 1921 - Tháng 4 năm 1924 |
| Mikhail Frunze                        | không khung | 2 tháng 2 năm 1885 - 31 tháng 10 năm 1925  | Tháng 4 năm 1924 - tháng 1 năm 1925    |
| Sergei Kamenev                        | không khung | 16 tháng 4 năm 1881 - 25 tháng 8 năm 1936  | Tháng 1 - tháng 11 năm 1925            |
| Mikhail Tukhachevsky                  | không khung | 16 tháng 2 năm 1893 - 12 tháng 6 năm 1937  | Tháng 11 năm 1925 - tháng 5 năm 1928   |
| Boris Shaposhnikov                    | không khung | 2 tháng 10 năm 1882 - 26 tháng 3 năm 1945  | Tháng 5 năm 1928 - tháng 4 năm 1931    |
| Vladimir Triandafillov                |             | 14 tháng 3 năm 1894 - 12 tháng 7 năm 1931  | Tháng 4 - 12 tháng 7 năm 1931          |
| Nguyên soái Liên Xô Alexander Yegorov | không khung | 13 tháng 10 năm 1883 - 23 tháng 1 năm 1939 | Tháng 10 năm 1931 - Tháng 9 năm 1937   |

#### Tổng tham mưu trưởng
| Tham mưu trưởng                          | Chân dung   | Sinh - mất                                 | Thời gian làm việc                                        |
| ---------------------------------------- | ----------- | ------------------------------------------ | --------------------------------------------------------- |
| Nguyên soái Liên Xô Alexander Yegorov    | không khung | 13 tháng 10 năm 1883 - 23 tháng 1 năm 1939 | Tháng 9 năm 1935 - 10 tháng 5 năm 1937                    |
| Nguyên soái Liên Xô Boris Shaposhnikov   | không khung | 2 tháng 10 năm 1882 - 26 tháng 3 năm 1945  | 10 tháng 5 năm 1937 - Tháng 8 năm 1940                    |
| Đại tướng Kirill Meretskov               | không khung | 7 tháng 6 năm 1897 - 30 tháng 2 năm 1968   | Tháng 8 năm 1940 - tháng 1 năm 1941                       |
| Đại tướng Georgy Zhukov                  | không khung | 1 tháng 12 năm 1896 - 18 tháng 6 năm 1974  | 14 tháng 1 năm 1941 - 29 tháng 7 năm 1941                 |
| Nguyên soái Liên Xô Boris Shaposhnikov   | không khung | 7 tháng 6 năm 1897 - 30 tháng 2 năm 1968   | 29 tháng 7 năm 1941 - 11 tháng 5 năm 1942                 |
| Nguyên soái Liên Xô Aleksandr Vasilevsky | không khung | 30 tháng 9 năm 1895 - 5 tháng 12 năm 1977  | 24 tháng 4 năm 1942 - khoảng sau ngày 18 tháng 2 năm 1945 |
| Đại tướng Aleksei Antonov                | không khung | 9 tháng 9 năm 1896 - 16 tháng 6 năm 1962   | 4 tháng 2 năm 1945 - tháng 3 năm 1946                     |

### Lực lượng vũ trang Liên Xô
| Tổng tham mưu trưởng                     | Chân dung   | Sinh - mất                                 | Thời gian làm việc                         |
| ---------------------------------------- | ----------- | ------------------------------------------ | ------------------------------------------ |
| Nguyên soái Liên Xô Aleksandr Vasilevsky | không khung | 30 tháng 9 năm 1895 - 5 tháng 12 năm 1977  | 22 tháng 3 năm 1946 - tháng 11 năm 1948    |
| Đại tướng Lục quân Sergei Shtemenko      | không khung | 20 tháng 2 năm 1947 - 23 tháng 4 năm 1976  | Tháng 11 năm 1948 - tháng 6 năm 1952       |
| Nguyên soái Liên Xô Vasily Sokolovsky    | không khung | 21 tháng 7 năm 1897 - 10 tháng 5 năm 1968  | Tháng 6 năm 1952 - tháng 4 năm 1960        |
| Nguyên soái Liên Xô Matvei Zakharov      | không khung | 17 tháng 8 năm 1898 - 31 tháng 1 năm 1972  | Tháng 4 năm 1960 - tháng 3 năm 1963        |
| Nguyên soái Liên Xô Sergey Biryuzov      | không khung | 21 tháng 8 năm 1904 - 19 tháng 10 năm 1964 | Tháng 3 năm 1963 - 19 tháng 10 năm 1964    |
| Nguyên soái Liên Xô Matvei Zakharov      | không khung | 17 tháng 8 năm 1898 - 31 tháng 1 năm 1972  | Tháng 10 năm 1964 - tháng 9 năm 1971       |
| Nguyên soái Liên Xô Victor Kulikov       | không khung | 5 tháng 7 năm 1921 - 28 tháng 5 năm 2013   | 21 tháng 9 năm 1971 - 8 tháng 1 năm 1977   |
| Nguyên soái Liên Xô Nikolay Ogarkov      | không khung | 30 tháng 10 năm 1917 - 23 tháng 1 năm 1994 | 8 tháng 1 năm 1977 - tháng 9 năm 1984      |
| Nguyên soái Liên Xô Sergey Akhromeev     | không khung | 5 tháng 5 năm 1923 - 24 tháng 8 năm 1991   | 6 tháng 9 năm 1984 - 14 tháng 12 năm 1988  |
| Thượng tướng, Đại tướng Mikhail Moiseev  | không khung | 22 tháng 1 năm 1939 - 18 tháng 12 năm 2022 | 14 tháng 12 năm 1988 - 22 tháng 8 năm 1991 |
| Đại tướng Vladimir Lobov                 | không khung | 22 tháng 7 năm 1935 (Còn sống)             | 23 tháng 8 năm 1991 - 7 tháng 12 năm 1991  |
| Thượng tướng Viktor Samsonov             | không khung | 10 tháng 11 năm 1941 (Còn sống)            | 7 tháng 12 năm 1991 - 20 tháng 3 năm 1992  |

### Lực lượng Vũ trang Liên bang Nga
| Tổng tham mưu trưởng                  | Chân dung   | Sinh - mất                                | Thời gian làm việc                          |
| ------------------------------------- | ----------- | ----------------------------------------- | ------------------------------------------- |
| Đại tướng Victor Dubynin              | không khung | 1 tháng 2 năm 1943 - 22 tháng 11 năm 1992 | 10 tháng 6 năm 1992 - 22 tháng 11 năm 1992  |
| Đại tướng Mikhail Kolesnikov          | không khung | 30 tháng 6 năm 1939 - 26 tháng 2 năm 2007 | 22 tháng 11 năm 1992 - 18 tháng 11 năm 1996 |
| Đại tướng Viktor Samsonov (Tạm quyền) | không khung | 10 tháng 11 năm 1941 (Còn sống)           | 18 tháng 11 năm 1996 - 22 tháng 5 năm 1997  |
| Đại tướng Anatoly Kvashnin            | không khung | 15 tháng 8 năm 1946 (Còn sống)            | 22 tháng 5 năm 1997 - 19 tháng 7 năm 2007   |
| Đại tướng Yuri Baluyevsky             | không khung | 9 tháng 1 năm 1947 (Còn sống)             | 19 tháng 7 năm 2007 - 3 tháng 6 năm 2008    |
| Đại tướng Nikolai Makarov             | không khung | 7 tháng 10 năm 1949 (Còn sống)            | 3 tháng 6 năm 2008 - 9 tháng 11 năm 2012    |
| Đại tướng Valery Gerasimov            | không khung | 8 tháng 9 năm 1955 (Còn sống)             | 9 tháng 11 năm 2012 (Tại nhiệm)             |